# Henri Hude
Henri Hude, né en 1954 à Marguerittes, est un écrivain et philosophe français.
Il s'intéresse essentiellement aux questions d'éthique et de philosophie politique, en particulier l'éthique de la guerre, porte d'entrée à une vaste réflexion sur la démocratie et l'avenir de la société libre. Il travaille en même temps sur la question des fondements dans une veine plus métaphysique. Ce va-et-vient entre la Cité et la question du Bien donne le rythme de sa pensée, qu'il déploie dans une douzaine de livres et de nombreux articles[non neutre].

## Carrière
Ancien élève de l’École normale supérieure (promotion 1974), agrégé et docteur en philosophie, premier éditeur des cours de Bergson, a été professeur à l'Institut Jean-Paul II (Université du Latran, Rome), directeur de Stanislas (1997-2001) à Paris. Il a fondé et dirige le centre « Éthique et environnement juridique » aux Écoles militaires de Saint-Cyr Coëtquidan, au sein du CREC (Centre de recherches des écoles de Saint-Cyr-Coëtquidan). Il est cofondateur et membre du conseil de direction de la Société internationale d'éthique militaire en Europe (EURO-ISME).

## Positions
- Membre du comité de rédaction de la revue Commentaire, depuis 1992.
- Membre (2000-2008) du conseil d'orientation de l'Institut Montaigne.
- Membre du comité scientifique d'Oasis (Venise) depuis 2003.
- Senior fellow (2010) à l'Académie navale d'Annapolis.
- Ses diverses prises de position se retrouvent en partie sur son blog www.henrihude.fr hébergé par l'éditeur Monceau, éditeur de son livre Démocratie durable. Penser la guerre pour faire l'Europe.

## Travaux d'édition
- Cours de Bergson, 4 volumes, Presses universitaires de France, 1990, 1992, 1995, 2000.

## Œuvres
- Bergson (2 volumes), Éditions universitaires, 1989 et 1990.

- Prix d’Académie de l’Académie française
- Prolégomènes, Éditions universitaires, 1991. 2e édition, Prolégomènes. Introduction à la responsabilité philosophique, Critérion, 1995 ; 3e édition (revue et augmentée), Prolégomènes. Les choix humains, Parole et silence, 2009.
- Éthique et politique, Éditions universitaires, Paris, 1992.
- Philosophie de la prospérité. Marché et solidarité, Economica, 1994.
- Croissance et liberté, Critérion, 1995.
- Entretiens posthumes avec Jean Guitton, Presses de la Renaissance, Paris, 2001.
- Éthique des décideurs, Presses de la Renaissance, 2004.

- Prix Montyon 2005 de l’Académie française
- Démocratie durable. Penser la guerre pour faire l'Europe, Monceau, 2010, www.henrihude.fr
- Préparer l'avenir. Nouvelle philosophie du décideur, Economica, 2012.
- Mon testament philosophique, en collaboration avec Jean Guitton, Presses de la Renaissance, 1997.

## Articles publiés
- Y a-t-il des guerres justes ?, article publié sur le site Questions Aleteia